# Seljonka-Attacke

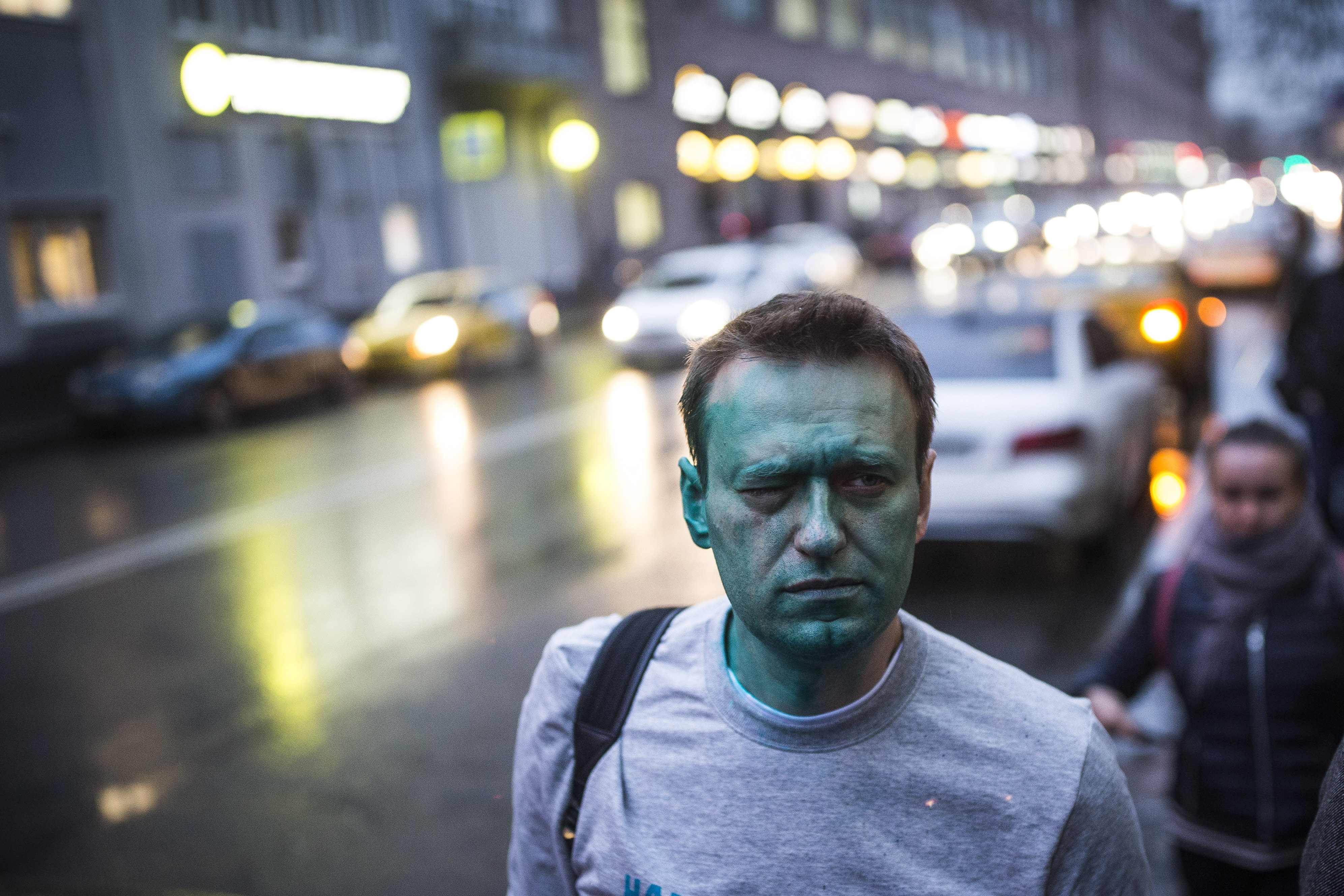
Alexei Nawalny nach einer Seljonka-Attacke in Moskau (2017)

Eine Seljonka-Attacke (russisch зелёнка / seljonka, Brillantgrün, wörtlich etwa „Grünzeug“) ist ein gewalttätiger Angriff auf eine Person, bei dem vorwiegend das Gesicht des Opfers mit einer grünen Farblösung übergossen wird. In den 2010er Jahren war dies in Russland und der Ukraine weit verbreitet. In der Folge wurde die Seljonka – und die grüne Farbe im Allgemeinen – zum Symbol des politischen Protestes in Russland.

## Opfer und Einfluss
Die Opfer von Seljonka-Attacken sind in der Regel russische Oppositionelle, darunter Sergei Mitrochin, Michail Kassjanow, Alexei Nawalny, Ljudmila Ulizkaja, Julija Latynina, russische Journalisten, wie Jelena Milaschina oder ukrainische Politiker wie Arsen Awakow, Arsenij Jazenjuk und Oleh Ljaschko.
Nach zahlreichen Angriffen begann ein Teil der russischen Oppositionsführer, Seljonka und die grüne Farbe schlechthin als „Ehrenzeichen“ zu begreifen. Der Anti-Korruptions-Aktivist und Politiker Alexei Nawalny, der die Studentenproteste organisiert und immer wieder zu neuen Protesten aufgerufen hat, wurde selbst Opfer eines Säureattentats. Ein Ultranationalist hat ihm vor dem Büro seiner Antikorruptionsstiftung aufgelauert und ihn mit dem grünen, schwer zu entfernenden Desinfektionsmittel Seljonka übergossen. Doch dem Mittel war diesmal eine chemische Substanz beigemischt, die eine Verätzung seines rechten Auges verursachte. Mittlerweile lassen sich Nawalnys Anhänger stolz mit grüner Farbe fotografieren, als wäre es eine Antikorruptionskriegsbemalung. Der Blogger Nikolai Danilov, der mit einem grün angemalten Gesicht auf dem Roten Platz erschien, wurde von der Polizei verhaftet. Als Kassjanow auf dem Nemtsow-Gedächtnismarsch angegriffen wurde, wurden Rufe laut: „Du wirst Seljonka nicht auf uns schütten!“

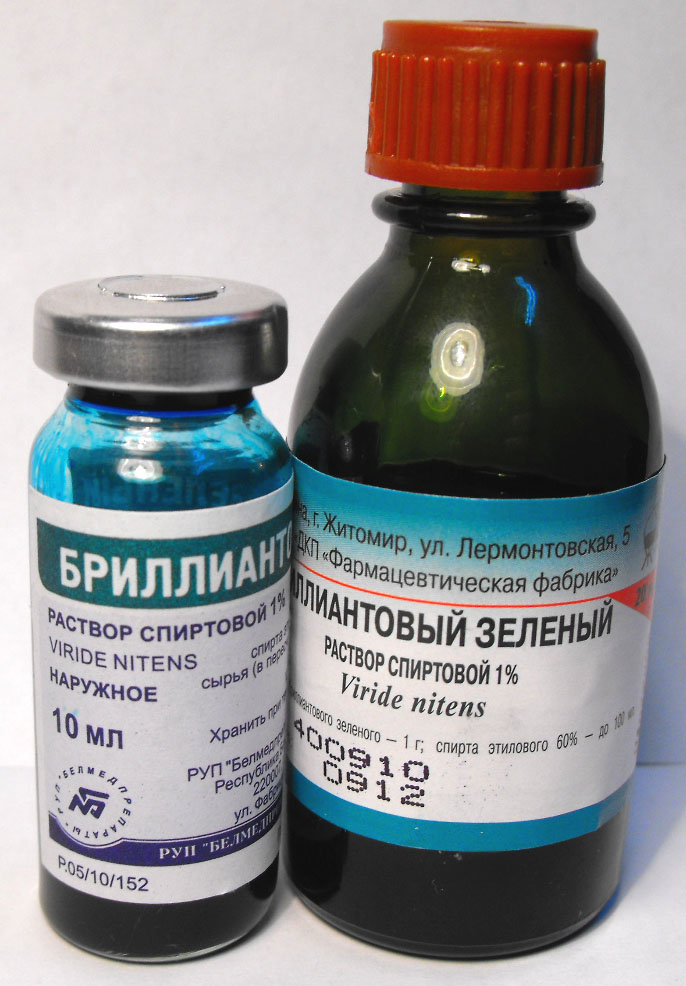
Seljonka (Brillantgrün) Fläschchen

Am 4. Mai 2017 erklärte Alexei Nawalny, dass die Seljonka-Vorfälle dazu beigetragen haben, dass zahlreiche Spendengelder in seinen Fonds geflossen sind. Am selben Tag veröffentlichte der russische Dichter Dmitri Bykow ein Gedicht Vivat, grünes Russland! in dem grüne Farbe als die Farbe der „russischen Revolution“ bezeichnet wurde.
Fotografien von zahlreichen Seljonka-Angriffen auf berühmte Persönlichkeiten – neben anderen Personen, die ebenfalls übergossen worden sind – führten dazu, dass die Printmedien ihren Lesern erklärten, was „Seljonka“ bedeutet, denn der Großteil der Bevölkerung wusste meist nichts von der Bedeutung der Brillantgrün-Attacken.